# Гордъяр (Глазовский район)
Гордъя́р — деревня в Глазовском районе Удмуртии, в составе Верхнебогатырского сельского поселения.
Название переводится с удмуртского языка как «красный яр», то есть высокий глинистый берег реки Чепцы.

## География
Деревня расположена на высоте 172 м над уровнем моря.
Улицы деревни:
- Гордъярская

## Население
| 2010 | 2012 |
| ---- | ---- |
| 17   | →17  |

Численность постоянного населения деревни составляет 34 человека (2007).